# Cantone di Loudéac
Il Cantone di Loudéac è una divisione amministrativa dell'Arrondissement di Saint-Brieuc.
A seguito della riforma approvata con decreto del 13 febbraio 2014, che ha avuto attuazione dopo le elezioni dipartimentali del 2015, è passato da 6 a 11 comuni.

## Composizione
I 6 comuni facenti parte prima della riforma del 2014 erano:
- Hémonstoir
- Loudéac
- La Motte
- Saint-Caradec
- Saint-Maudan
- Trévé

Dal 2015 i comuni appartenenti al cantone sono passati a 11, ridottisi dal 1º gennaio 2016 a 10 per effetto della fusione dei comuni di La Ferrière e Plémet nel nuovo comune di Les Moulins (che poi ha ri-assunto il nome di Plémet):
- Le Cambout
- La Chèze
- Coëtlogon
- Les Moulins
- Loudéac
- Plumieux
- La Prénessaye
- Saint-Barnabé
- Saint-Étienne-du-Gué-de-l'Isle
- Saint-Maudan